# 9. Międzynarodowy Festiwal Filmowy w Berlinie
Nagrody przyznane na festiwalu filmowym w Berlinie w roku 1959
| Nagroda (kategoria)                                                | Zdobywca nagrody                       | Kraj                                   |
| Międzynarodowe Jury filmów fabularnych                             | Międzynarodowe Jury filmów fabularnych | Międzynarodowe Jury filmów fabularnych |
| ------------------------------------------------------------------ | -------------------------------------- | -------------------------------------- |
| Złoty Niedźwiedź                                                   | Kuzyni                                 | Francja                                |
| Srebrny Niedźwiedź dla najlepszego reżysera                        | Akira Kurosawa za Ukryta forteca       | Japonia                                |
| Srebrny Niedźwiedź dla najlepszej aktorki                          | Shirley MacLaine za Jak zdobyć męża    | USA                                    |
| Srebrny Niedźwiedź dla najlepszego aktora                          | Jean Gabin za Paryski włóczęga         | Francja                                |
| Srebrny Niedźwiedź - nagroda nadzwyczajna jury                     | Hayley Mills za Tiger Bay              | Wielka Brytania                        |
| Międzynarodowe Jury filmów dokumentalnych i krótkometrażowych      |                                        |                                        |
| Złoty Niedźwiedź (film dokumentalny)                               | Białe pustkowie                        | USA                                    |
| Złoty Niedźwiedź (film krótkometrażowy)                            | Prijs de zee                           | Holandia                               |
| Srebrny Niedźwiedź - nagroda specjalna jury (film krótkometrażowy) | Hest paa ferie                         | Dania                                  |
| Nagroda dla szczególnie wartościowego filmu krótkometrażowego      | Das Knalleidoskop                      | RFN                                    |
| Nagroda dla szczególnie wartościowego filmu krótkometrażowego      | Radha and Krishna                      | Indie                                  |
| Zasczytne wyróżnienie (film krótkometrażowy)                       | I ditteri                              | Włochy                                 |

## Jury
W skład jury wchodzili:

### Międzynarodowe Jury filmów fabularnych
- Robert Aldrich (USA)
- John Bryan (Wielka Brytania)
- Charles Ford (Francja)
- O.E. Hasse (RFN)
- Johan Jacobsen (Dania)
- Shigueo Miyata (Japonia)
- Fritz Podehl (RFN)
- Gerhard Prager (RFN)
- Waley Eddin Sameh (Zjednoczone Emiraty Arabskie)
- Walther Schmieding (RFN)
- Ignazio Silone (Włochy)

### Międzynarodowe Jury filmów dokumentalnych i krótkometrażowych
- Curt Oertel (RFN)
- M.D. Bath (Indie)
- Hans Cürlis (RFN)
- Paul Davay (Belgia)
- Katina Paxinou (Grecja)
- Alfonso Sánchez (Hiszpania)